# منزل مصرية
منزل مصرية (بالفارسية: خانه مصری) هو منزل تاريخي يعود إلى عصر القاجاريون، ويقع في بروجرد.